# USS Farenholt (DD-491)
Pour les autres navires du même nom, voir USS Farenholt.
L’USS Farenholt est un destroyer de classe Benson de l'United States Navy. Il est le deuxième navire à porter ce nom, en l'honneur de l'amiral Oscar Walter Farenholt (en). Lancé le 19 novembre 1941 par Bethlehem Steel à Staten Island, et mis en service le 2 avril 1942, le Farenholt participe à la Seconde Guerre mondiale.